# Nếu đi hết biển
Nếu đi hết biển là một cuốn sách của đạo diễn Trần Văn Thủy, xuất bản lần đầu năm 2003. Sách là tập hợp những bài phỏng vấn của tác giả với các tri thức Việt Nam tại hải ngoại. Thời điểm mới ra mắt, tác phẩm đã vấp phải nhiều tranh cãi trong cộng đồng người Việt tại Mỹ. Sách tiếp tục tái bản sau đó vào năm 2004.

## Miêu tả
Cuốn sách đi sâu vào tìm hiểu những khía cạnh tinh thần, câu hỏi về lịch sử sau Chiến tranh Việt Nam thông qua việc phỏng vấn các nhà văn, tri thức đã sang Mỹ từ sau năm 1975, gồm Nhật Tiến, Nguyễn Mộng Giác, Trương Vũ, Nguyễn Thị Hoàng Bắc, Hoàng Khởi Phong, Wayne Karlin cùng hai nhân vật nữa mang tên Tuyết và Chris. Những phát hiện, suy ngẫm của chính tác giả cũng được đưa vào sách trong những chương đầu tiên.

## Phát triển, xuất bản
Giữa năm 2002, Trần Văn Thủy đã được William Joiner Center (WJC) thuộc Trường Đại học Massachusetts Boston mời sang làm nghiên cứu sinh đợt ba chương trình "Nghiên cứu về cộng đồng người Việt", dưới sự tài trợ của Quỹ Rockefeller. Lần đầu tiên nhận được sự động viên của bạn bè, ông từ chối. Đến lần tiếp theo vào khoảng tháng 8 cùng năm, đạo diễn đã chấp nhận lời mời rồi sang Mỹ trong 6 tháng, từ tháng 10 năm 2002 đến tháng 4 năm 2003, để thực hiện công trình nghiên cứu. Đây là dự án thứ hai của ông tìm hiểu về cộng đồng người Việt hải ngoại, sau hai tập phim video trước đó Thầy mù xem voi, cũng là những cuộc phỏng vấn bởi đạo diễn với trí thức Việt Nam tại châu Âu.
Trong quá trình làm việc, đạo diễn Trần Văn Thủy chia sẻ động lực để ông hoàn thành công trình này là bởi sự ám ảnh về những thân phận phải tha hương sau 1975. Khi mới viết được khoảng 40–60 trang đầu, ông đã bị "khựng lại hoàn toàn". Sau đó, Trần Văn Thủy quyết định chuyển hướng tiếp cận đề tài từ góc nhìn cá nhân sang phỏng vấn các trí thức, bạn hữu ở hải ngoại. Một câu chuyện của người phụ nữ Việt Nam viết khi đang sống tại Mỹ từ 1968 cũng được đưa vào, thuật lại số phận riêng bên lề cuộc chiến. Để tránh gặp phải rắc rối, ông đã thuật lại "y như bản chính" những nội dung ghi lại từ các buổi phỏng vấn.
Sau khi hoàn thành xong nghiên cứu dài trên 200 trang, hai tuần trước khi về nước, Trần Văn Thủy đã gặp nhà văn Nguyên Ngọc và đưa cho ông bản thảo để đọc thử. Nguyên Ngọc thời điểm đọc xong đã hối thúc Trần Văn Thủy mau chóng in công trình nghiên cứu thành sách vì cho rằng nó "rất cần và có ích". Đây là lý do cho sự ra đời của quyển sách sau đó, được đạo diễn đặt tên là Nếu đi hết biển.
Với độ dài khoảng 193 trang, sách được Nhà xuất bản Thời Văn ấn hành tại Mỹ vào tháng 12 năm 2003. Nếu đi hết biển phát hành với tư cách là tư liệu chính thức của chương trình nghiên cứu về cộng đồng người Việt hải ngoại của WJC. Tại lời giới thiệu tập sách, giám đốc trung tâm Kevin Bowen đã công nhận tầm quan trọng của tập phỏng vấn khi xem đây là "thử nghiệm đầu tiên nỗ lực tìm tòi để khôi phục một ngôn ngữ chung của người Việt, những người đã còn tồn tại sau một loạt những cuộc chiến tranh do ngoại bang áp đặt [...] để lại cho họ một dân tộc cuốn lốc trong những bong bóng của chân lý và những điều giả dối".

## Tiếp nhận
Tại thời điểm ra mắt, cuốn sách đã gây nên những tranh cãi đặc biệt, có lúc gay gắt trong cộng đồng người Việt hải ngoại. Nhưng theo Trần Văn Thủy, sách vẫn được nhiều người tìm mua và nhanh chóng bán hết, sau đó tiếp tục tái bản lần hai năm 2004. Nhiều tiếng nói trong cộng đồng người Việt ở Mỹ, đa số là tị nạn chính trị và người theo chủ nghĩa chống cộng, đã phê phán cuốn sách theo hướng nặng nề. Không chỉ tác giả bị chỉ trích mà cả những nhân vật tham gia phỏng vấn trong sách cũng vướng vào vô số lời tấn công, quy chụp từ nhiều phía. Cá biệt, tác giả Trần Nghi Hoàng đã viết một cuốn sách xuất bản năm 2004 với tựa đề Trần Văn Thủy: Chuyện không tử tế để phản bác toàn bộ công trình và chỉ trích đạo diễn. Những ý kiến cáo buộc này đều cho rằng sách phát hành có chủ đích trong hoàn cảnh một nghị quyết của Bộ Chính trị Đảng Cộng sản Việt Nam đang được triển khai tại cộng đồng người Việt hải ngoại, cùng với đó là việc hầu hết nhân vật được phỏng vấn là những người tị nạn cộng sản.
Viết trong một bài phê bình dài đăng trên báo năm 2005, nhà báo Đinh Từ Thức nhận xét cuốn sách là "một cố gắng vận động hòa giải", nhưng vấn đề đặt ra và đề cập đến đã "cho thấy cố gắng này khó thành công [...] hướng dẫn người đọc hiểu không đúng về vấn đề hòa giải". Trong đó, ngoài dành lời khen cho một số khía cạnh của sách, ông đã chỉ ra những sai lầm trong nhận định của Trần Văn Thủy về chính quyền Việt Nam sau 1975 và tính dân tộc Việt. Tác giả cũng phân tích quan điểm của một số nhà văn được phỏng vấn trong tác phẩm để liên hệ, đồng thời làm rõ các vấn đề hòa giải dân tộc Việt Nam và căn nguyên của sự xung đột bắt nguồn từ tầng lớp chính trị thay vì người dân hai miền.
Cuốn sách đã không được chính quyền chấp nhận và phổ biến trong nước. Từng có nhà xuất bản tại Việt Nam muốn in sách, nhưng Trần Văn Thủy yêu cầu phải giữ "đúng từng dấu chấm, dấu phẩy". Tuy nhiên, những trích đoạn trong sách vẫn được các tờ báo tại Việt Nam trích dẫn và sử dụng thường xuyên. Trong cuốn sách Chuyện nghề của Thủy hoàn thành 10 năm sau đó, Trần Văn Thủy đã đưa một số chương của Nếu đi hết biển vào sách để giới thiệu bạn đọc Việt Nam trong nước.
Tiêu đề của quyển sách từng được chương trình Ngày trở về của Đài Truyền hình Việt Nam lấy làm tiêu đề cho một chủ đề phát sóng năm 2014. Số lên sóng này do Tạ Quỳnh Tư đạo diễn và đã đoạt giải B giải Báo chí Quốc gia lần thứ VIII năm 2013.